# Dum Spiro Spero (album)
Pour les articles homonymes, voir Dum spiro spero (homonymie).
Albums de Dir En Grey
Uroboros
(2008) The Unraveling
(2013)
Singles
1. Hageshisa to, Kono Mune no Naka de Karamitsuita Shakunetsu no Yami
Sortie : 2 décembre 2009
2. Lotus
Sortie : 26 janvier 2011
3. Different Sense
Sortie : 22 juin 2011

Dum Spiro Spero (ドゥム・スピーロウ・スペイロウ) (stylisé DUM SPIRO SPERO, de la locution latine signifiant « Tant que je respire, j'espère ») est le huitième album du groupe de rock japonais Dir En Grey, sorti le 3 août 2011.

## Liste des titres
Toutes les paroles sont écrites par Kyo, toute la musique est composée par Dir En Grey.
| No  | Titre | Durée |
| --- | --- | ----- |
| 1.  | Kyōkotsu no Nari (狂骨の鳴り)                                                                                 | 1:58  |
| 2.  | The Blossoming Beelzebub                                                                                      | 7:35  |
| 3.  | Different Sense                                                                                               | 5:03  |
| 4.  | Amon | 4:03  |
| 5.  | 'Yokusō ni Dreambox' Aruiwa Seijuku no Rinen to Tsumetai Ame (「欲巣にDREAMBOX」あるいは成熟の理念と冷たい雨) | 4:49  |
| 6.  | Jūyoku (獣慾)                                                                                                 | 3:28  |
| 7.  | Shitataru Mōrō (滴る朦朧)                                                                                     | 4:02  |
| 8.  | Lotus | 4:03  |
| 9.  | Diabolos | 9:51  |
| 10. | Akatsuki (暁)                                                                                                 | 3:33  |
| 11. | Decayed Crow                                                                                                  | 3:48  |
| 12. | Hageshisa to, Kono Mune no Naka de Karamitsuita Shakunetsu no Yami (激しさと、この胸の中で絡み付いた灼熱の闇) | 4:03  |
| 13. | Vanitas | 5:27  |
| 14. | Ruten no Tō (流転の塔)                                                                                        | 4:27  |